# Leucauge reimoseri
Leucauge reimoseri är en spindelart som beskrevs av Embrik Strand 1936. Leucauge reimoseri ingår i släktet Leucauge och familjen käkspindlar. Inga underarter finns listade i Catalogue of Life.